# Сен-Виктор-э-Мельвьё
Сен-Викто́р-э-Мельвьё́ (фр. Saint-Victor-et-Melvieu, окс. Sant Victor e Malviu) — коммуна во Франции, находится в регионе Окситания. Департамент — Аверон. Входит в состав кантона Сен-Ром-де-Тарн. Округ коммуны — Мийо.
Код INSEE коммуны — 12251.
Коммуна расположена приблизительно в 540 км к югу от Парижа, в 125 км северо-восточнее Тулузы, в 39 км к юго-востоку от Родеза.

## Население
Население коммуны на 2008 год составляло 374 человека.
| 1962 | 1968 | 1975 | 1982 | 1990 | 1999 | 2008 |
| ---- | ---- | ---- | ---- | ---- | ---- | ---- |
| 278  | 367  | 296  | 305  | 299  | 329  | 374  |

## Экономика
В 2007 году среди 227 человек в трудоспособном возрасте (15—64 лет) 159 были экономически активными, 68 — неактивными (показатель активности — 70,0 %, в 1999 году было 62,1 %). Из 159 активных работали 142 человека (83 мужчины и 59 женщин), безработных было 17 (6 мужчин и 11 женщин). Среди 68 неактивных 17 человек были учениками или студентами, 28 — пенсионерами, 23 были неактивными по другим причинам.

## Достопримечательности
- Сторожевая башня XV века
- Церковь Сен-Виктор с византийскими фресками
- Часовня Нотр-Дам-дю-Дезер

## Фотогалерея
- Сен-Виктор-э-Мельвьё
- Сен-Виктор-э-Мельвьё
- Карта коммуны